# Даугавпилсский локомотиворемонтный завод
Даугавпилсский локомотиворемонтный завод (Даугавпилсский ЛРЗ, «ДЛРЗ», латыш. AS «DLRR», Akciju sabiedrība «Daugavpils lokomotīvju remonta rūpnīca») — завод в городе Даугавпилс (восточная Латвия), производящий ремонт тепловозов и электропоездов различных серий для внутренних и зарубежных железных дорог.
Завод основан в 1866 году как Двинские главные железнодорожные мастерские Петербурго-Варшавской и Риго-Орловской железных дорог.

## История
Рождение Даугавпилсского локомотиворемонтного завода напрямую было связано с развитием сети дорог железнодорожного транспорта в России.
Поскольку в 1860—1862 гг. были сданы в эксплуатацию Петербурго-Варшавская и Риго-Орловская железные дороги, то для обслуживания подвижного состава на базе этих дорог в 1866 году были созданы Двинские главные железнодорожные мастерские. Мощность их была рассчитана на ремонт 20 паровозов и 44 товарных двухосных вагонов в год.
С 1895 года мастерские расширяются и специализируются только на ремонте паровозов. Возросли объёмы производства, и была построена своя электростанция на 360 кВт. 
Расширение мастерских вызвало рост численности работающих; к началу XX века это самое крупное предприятие города, на котором работало около 1000 человек.
Годы Второй мировой войны не прошли бесследно, мастерские были разрушены на 87 %.
В 1944 году рабочие активно восстанавливали мастерские, одновременно налаживая производство и уже в сентябре 1944 года изготавливались поковки и литье для восстановления железнодорожных путей, мостов, подвижного состава. Сданы и запущены в эксплуатацию кузнечный, литейный, вагонный, механический и другие цехи. Заводчане одновременно принимали участие в восстановлении города и железнодорожного моста через реку Даугаву.
28 апреля 1945 года Главные железнодорожные мастерские переименованы в Даугавпилсский паровозовагоноремонтный завод. В 1946 году объёмы производства возросли на 68 % по сравнению с предыдущим годом.
В 1947 год освоен ремонт паровозов серии 52 с переоборудованием их на отечественную колею, вводом в строй семи основных цехов, газовой и новой электрической станции завода, а также ростом объёмов производства в два раза по отношению к 1946 году.
С 1959 года на заводе разворачивается жилищное строительство и годом спустя начинается реконструкция производства завода под ремонт тепловозов.
6 марта 1962 года из заводского ремонта вышел первый тепловоз серии ТГМ1.
26 марта 1962 года паровозовагоноремонтный завод переименован в локомотиворемонтный. В 1963 году отправлен из ремонта последний паровоз.
В 1967 году освоен ремонт тепловозов ТГ102 и построена база отдыха «Илга» на 200 мест, которая функционирует по сегодняшний день.
В 1968 году на заводе впервые в истории отечественной и зарубежной практики внедрена поточно-конвейерная линия ремонта тепловозов серии ТЭ3, которая в 1969 году экспонируется на Выставке достижений народного хозяйства (ВДНХ). Внедрена поточная линия отковки вагонных осей.
В 1974 году на ВДНХ экспонируется стенд «Достижений научной организации труда в дизельном цехе Даугавпилсского локомотиворемонтного завода». Работа отмечена дипломом 2-й степени.
В 1976 году завод экспонирует на выставке ВДНХ «Полуавтомат для маркировки», который удостоен диплома 2-й степени и внедряет у себя поточно-механизированную линию обработки вагонных осей.
Впоследствии в 1978 году «Поточно-механизированная линия обработки вагонных осей» отмечена дипломом 2-й степени ВДНХ. В этом же году создан строительный цех. Завод начал осуществлять большую жилищную программу.
В 1980 году сдана в эксплуатацию автоматизированная система управления производством (АСУП), одновременно на базе завода создан филиал кафедры «Тепловозы и тепловозное хозяйство» ЛИИЖТа.
В 1982 году завод экспонирует «Автоматизированную систему управления ремонтом подвижного состава и производства запасных частей на основе применяемой вычислительной техники».
В 1984 году завод экспонирует на ВДНХ очередное достижение «Комплексная модернизация тепловозов серии ТЭ3 в 3 секциях».
Освоен выпуск механизмов подъёма мебели, поддоны для кухонной гарнитуры. Производится выпуск колес зубчатых упругих собственной разработки, усовершенствованной конструкции, которые продолжают эксплуатироваться на железных дорогах до настоящего времени, о чём упоминалось в журнале «Локомотив», № 4, за 2006 год.
В период времени с 1988 по 1995 года освоен ремонт подвижного состава:
- Тепловозов 2ТЭ10Л — 1988 год
- Тепловозов 3ТЭ10М — 1991 год
- Тепловозов М62 — 1992 год
- Электропоездов — ЭР2 — 1993 год
- Электропоездов — ЭР9 — 1995 год
- Освоен ремонт дизелей: 10Д100 (1988) и 14Д40 (1992)

В 1991 году завод переименован в Даугавпилсское Государственное Железнодорожное предприятие.
независимая Латвия
В 1994 году предприятие переименовано в Государственное акционерное общество «Локомотив».
В 1998 году Государственное акционерное общество «Локомотив» переименовано в акционерное общество «Локомотив».
В период времени с 1996 по 2007 года освоен ремонт подвижного состава:
- дизель-поездов Д1, ДР1А
- электропоезда ЭР9Т, ЭР2Т
- тепловозы ЧМЭ3
- тепловозов ТЭМ2, ТЭП70, 2М62 — 1997 год
- тепловозов 2ТЭ116 — 1999 год
- тепловозов ТЭМ7 — 2001 год
- тепловозов 2ТЭ10М с модернизацией почтово-багажных вагонов под электростанции — 2003 год

В 2004 году, входящая в группу компаний «Северстальтранс» эстонская компания «Spacecom» совместно с фирмой «Skinest projekt» приобрела 84,5 % акций завода. Предприятию возвращено историческое название Даугавпилсский локомотиворемонтный завод.
В 2007 году произведена реорганизация завода и образовано в его составе одиннадцать дочерних предприятий (SIA).
В 2015 году начались массовые увольнения и к 2018 было освобождено уже более 430 работников.

В феврале 2018 года предприятие Skinest Rail[кто?] выкупило 100 % акций предприятия и стало единственным полноправным владельцем завода, заодно получив сертификат на ремонт всех типов локомотивов «Украинской железной дороги»; украинская сторона является одним из крупнейших заказчиков компании.
В 2022 г. уволено 170 человек, руководство заявило, что если компания не получит господдержки, то в сентябре производство будет законсервировано.
29 сентября 2022 года между АО «Daugavpils satiksme» и Даугавпилсским локомотиворемонтным заводом (АО «Daugavpils Lokomotīvju Remonta Rūpnīca») был заключен договор на поставку четырех новых трамваев. Ожидается, что новые трамваи будут поставлены в конце 2023 года. Компания будет осваивать и развивать производство трамваев для сегмента средних и малых городов. 

## Галерея

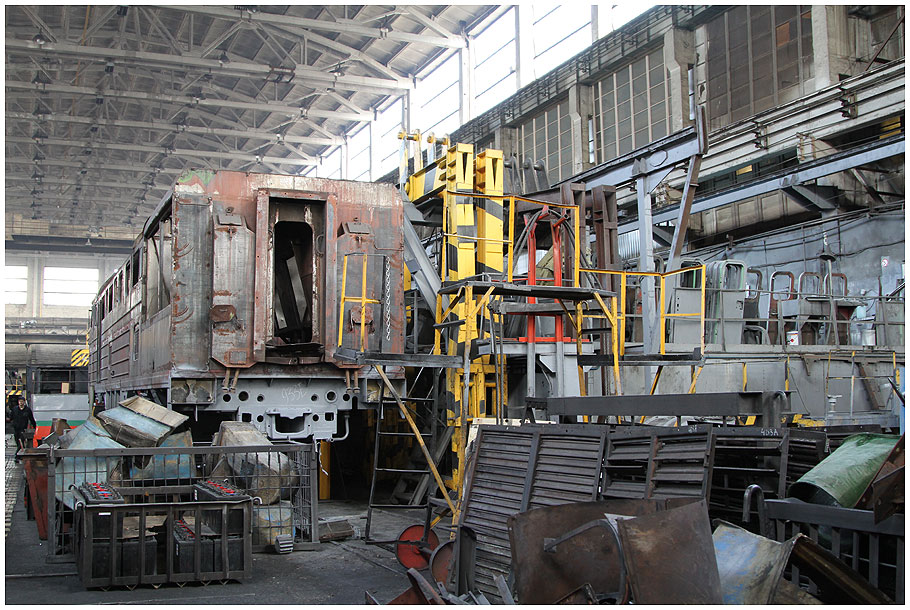
Тепловозный цех Даугавпилсского ЛРЗ
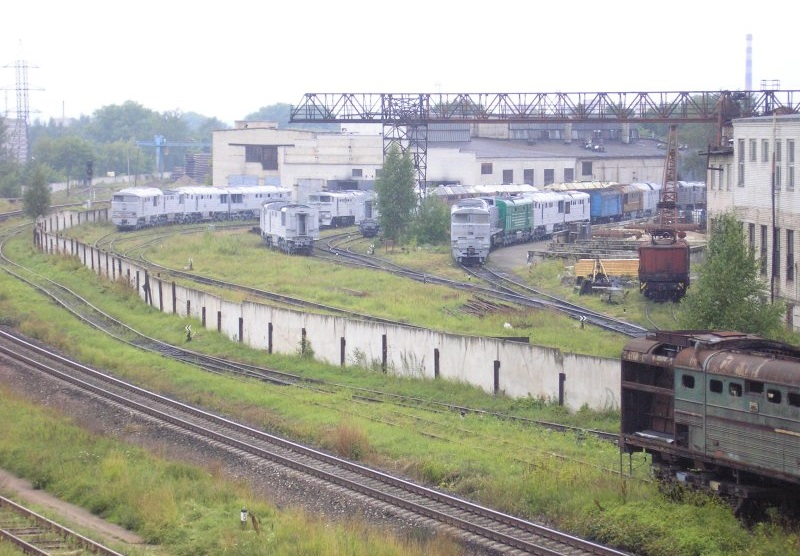
Территория Даугавпилсского ЛРЗ в 2005 году
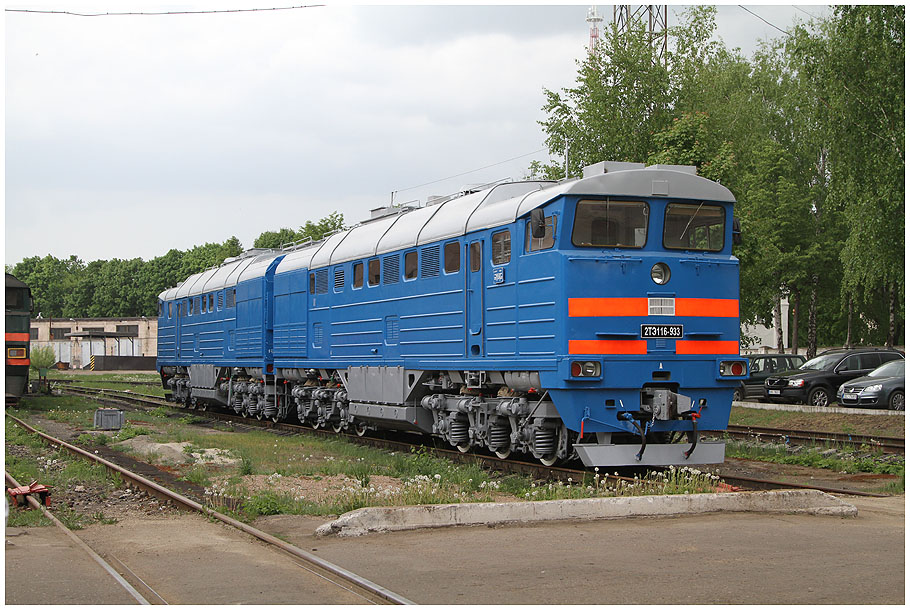
Даугавпилсский ЛРЗ. 2013 год
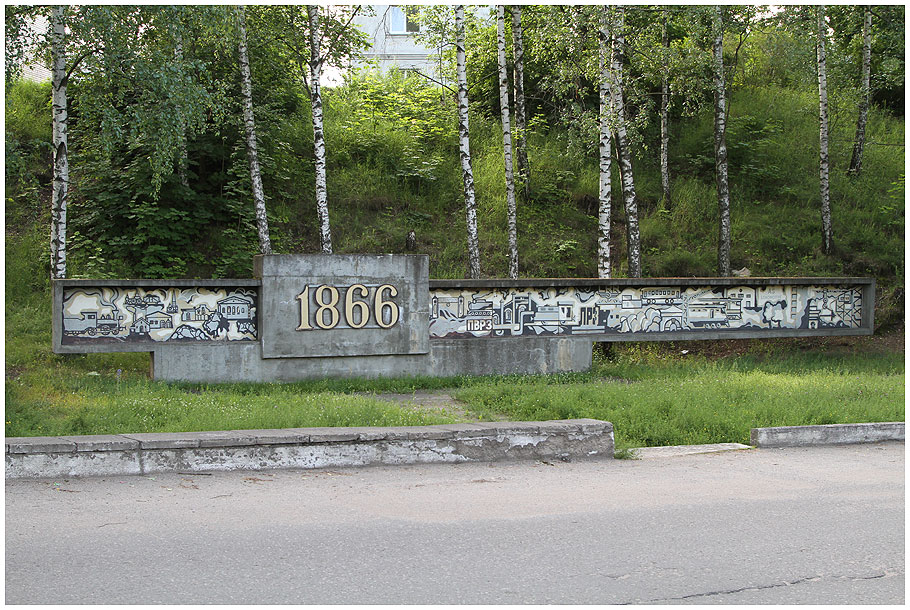
Памятник рабочим ДЛРЗ, погибшим в Великую Отечественную войну

## Тепловозы, ремонтируемые ДЛРЗ

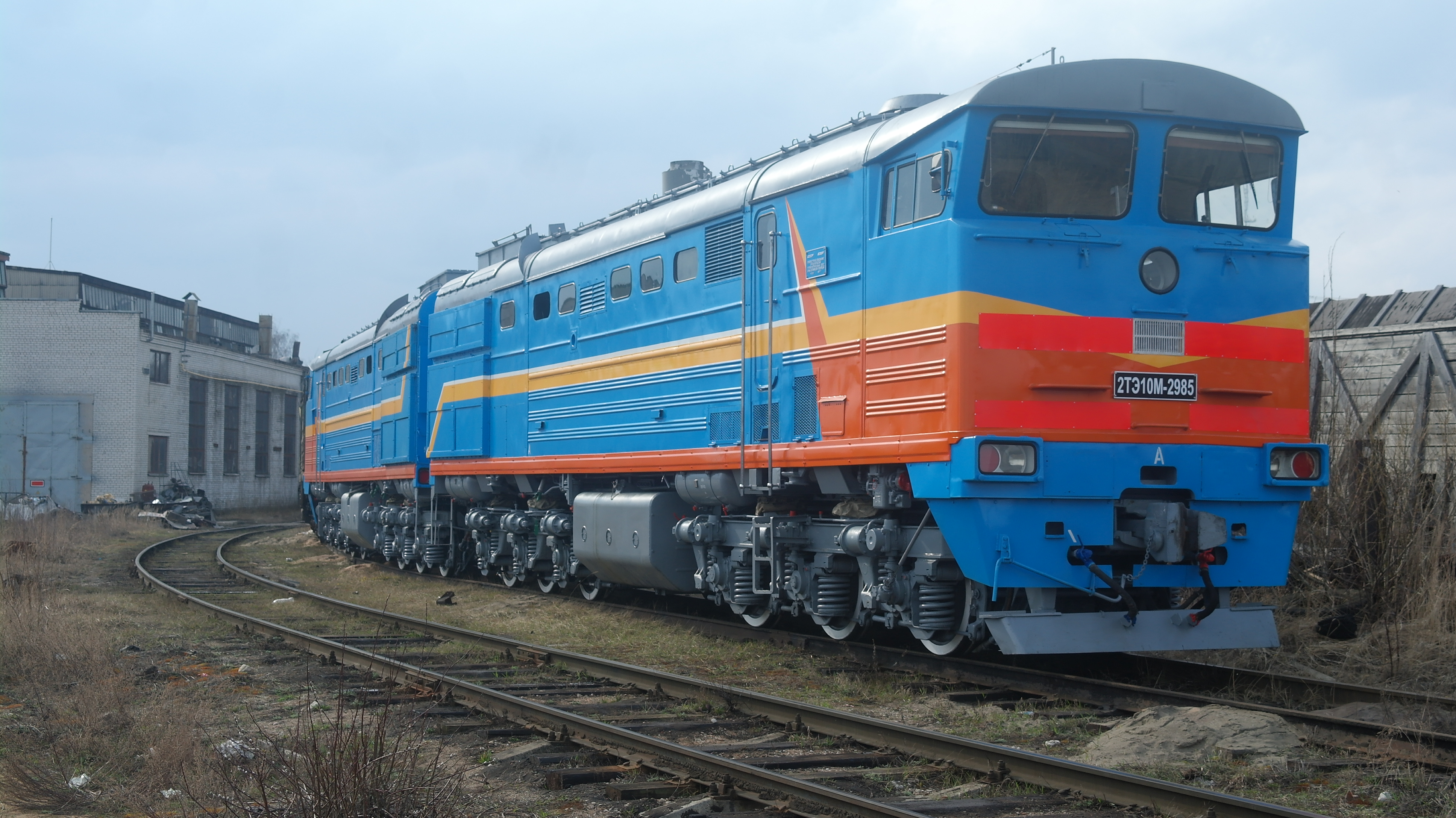
2ТЭ10М
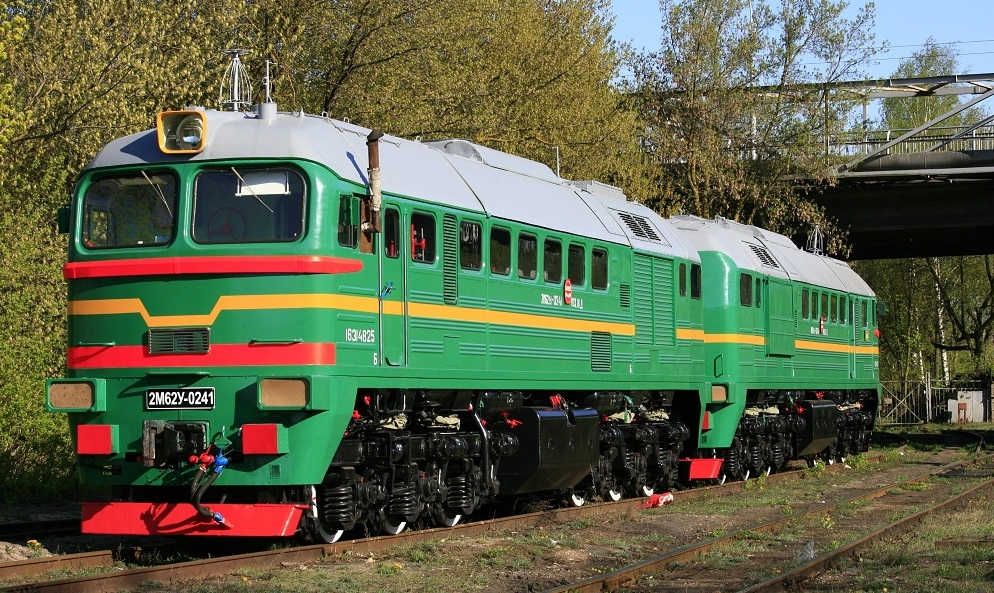
М62
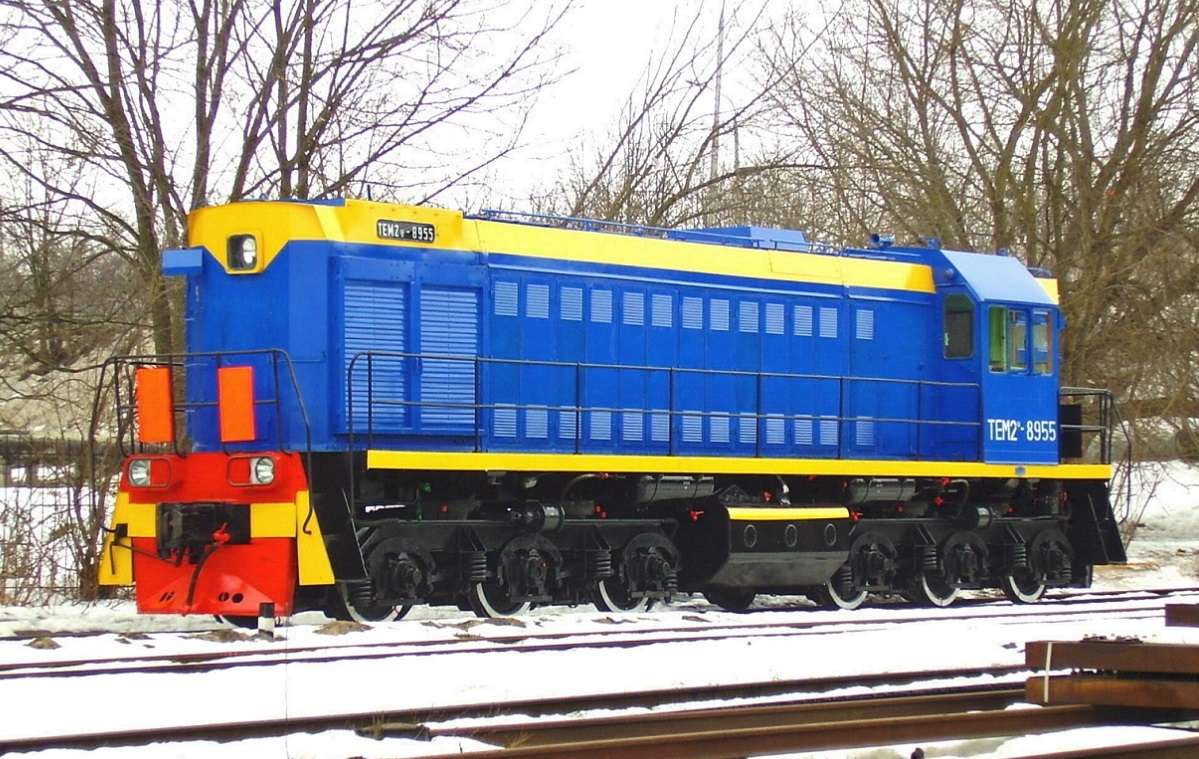
ТЭМ2
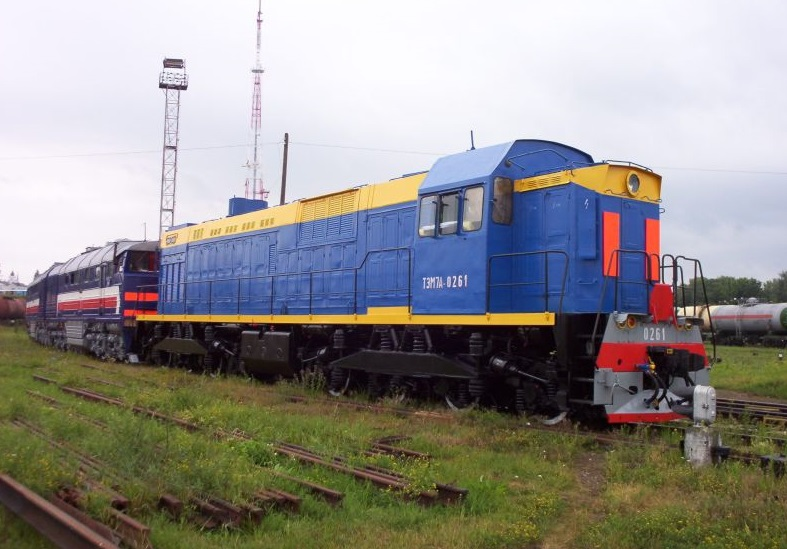
ТЭМ7А
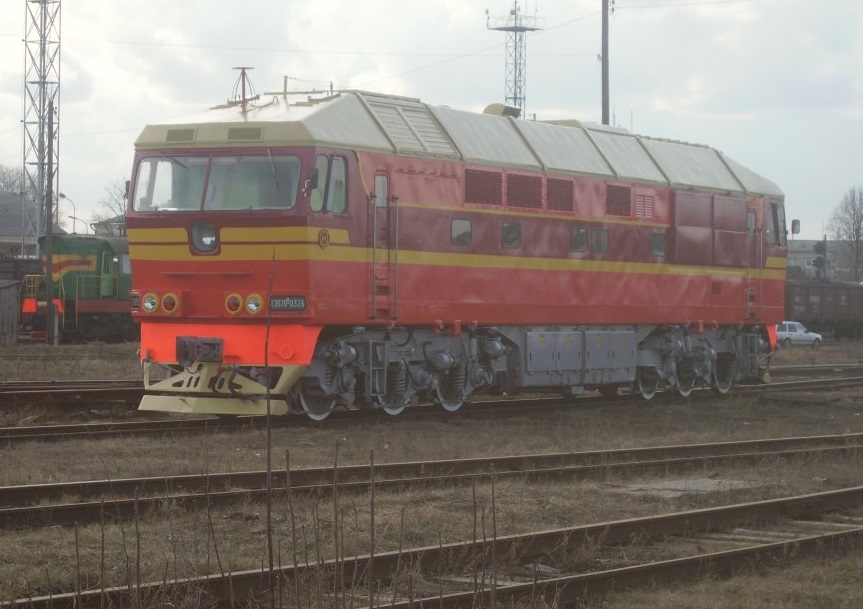
ТЭП70
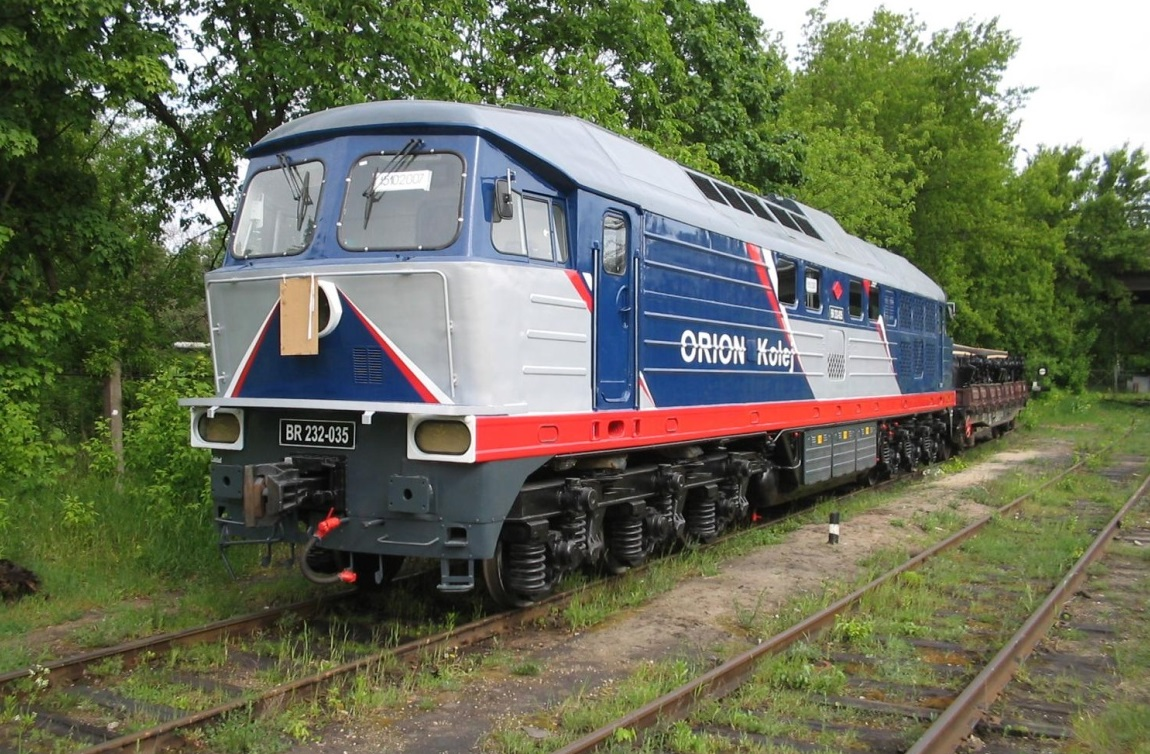
ТЭ109
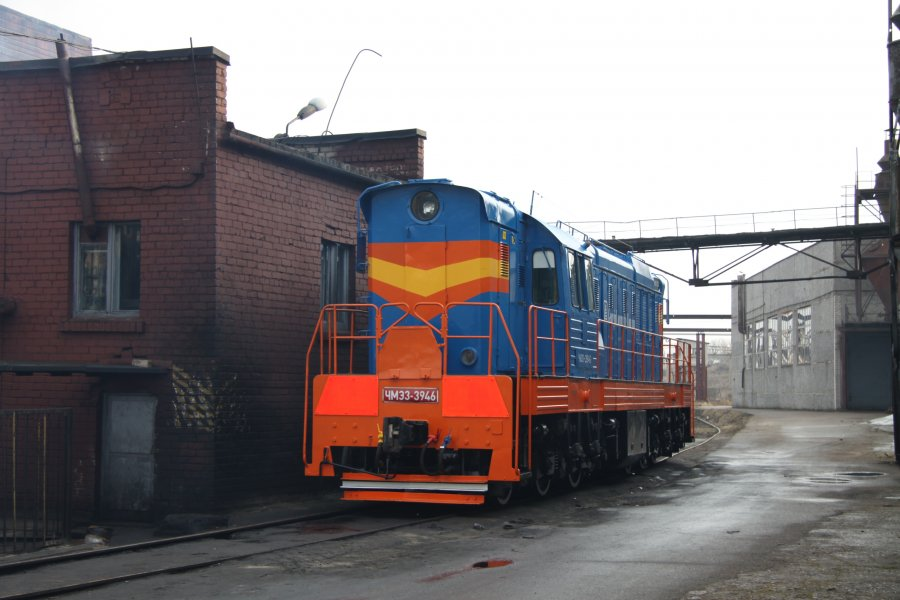
ЧМЭ3